# Yves Camus
Yves Camus   (Nantes, 13 de maig de 1930 - Nogent-le-Phaye, 27 de juny de 2025) va ser un atleta francès, especialista en curses de velocitat, que va competir durant les dècades de 1940 i 1950.
El 1952 va prendre part en els Jocs Olímpics de Hèlsinki, on disputà dues proves del programa d'atletisme. Fou cinquè en els 4x100 metres, mentre en els 400 metres quedà eliminat en sèries. Quatre anys més tard, als Jocs de Melbourne, quedà eliminat en sèries en la prova dels 200 metres.
En el seu palmarès destaquen una medalla de plata en els 4x100 metres al Campionat d'Europa d'atletisme de 1950. Formà equip amb Étienne Bally, Jacques Perlot i Jean-Pierre Guillon. També guanyà el campionat nacional dels 400 metres (1952), i va batre el rècord nacional del 4x100 metres en dues ocasions.

## Millors marques
- 100 metres. 10.7" (1950)
- 200 metres. 21.5" (1950)
- 400 metres. 47.8" (1952)[2]